# Provincia Jaén (Peru)
| Jaén                                                      | Jaén                                       |
| --------------------------------------------------------- | ------------------------------------------ |
| Râul Marañón în provincia Jaén                            |                                            |
| Harta localizării provinciei în cadrul regiunii Cajamarca |                                            |
| Informații generale                                       |                                            |
| Nume nativ                                                | Provincia de Jaén                          |
| Țară                                                      | Peru                                       |
| Regiune                                                   | Cajamarca                                  |
| Primar                                                    | Gilmer Ananías Fernández Rojas (2011-2014) |
| - Capitală                                                | Jaén de Bracamoros                         |
| - Suprafață totală                                        | 5233 km2                                   |
| - Districte                                               | 12                                         |
| Populație                                                 |                                            |
| An recensământ                                            | 2012                                       |
| - Totală                                                  | 282 000                                    |
| - Densitate                                               | 53,89/km2                                  |
| Fus orar                                                  | UTC-5                                      |
| Sit web                                                   | http://www.munijaen.gob.pe/                |
| UBIGEO                                                    | 0608                                       |
| Modifică text                                             |                                            |

Jaén este una dintre cele treisprezece provincii din regiunea Cajamarca din Peru. Capitala este orașul Jaén de Bracamoros. Se învecinează cu provinciile San Ignacio la nord, Cutervo, Ferreñafe, Lambayeque la sud, Bagua, Utcubamba la est și Huancabamba.

## Diviziune teritorială
Provincia este divizată în 12 districte (spaniolă: distritos, singular: distrito):
- Jaén
- Bellavista
- Chontalí
- Colasay
- Huabal
- Las Pirias
- Pomahuaca
- Pucará
- Sallique
- San Felipe
- San José del Alto
- Santa Rosa

## Capitala
Capitala acestei provincii este orașul Jaén de Bracamoros.